# Fusō (cuirassé)
Pour les articles homonymes, voir Fuso.
Le Fusō (扶桑, un ancien nom d'origine chinoise pour désigner le Japon), était un cuirassé de la marine impériale japonaise qui donna son nom à sa classe qui comprenait également le Yamashiro.

## Conception

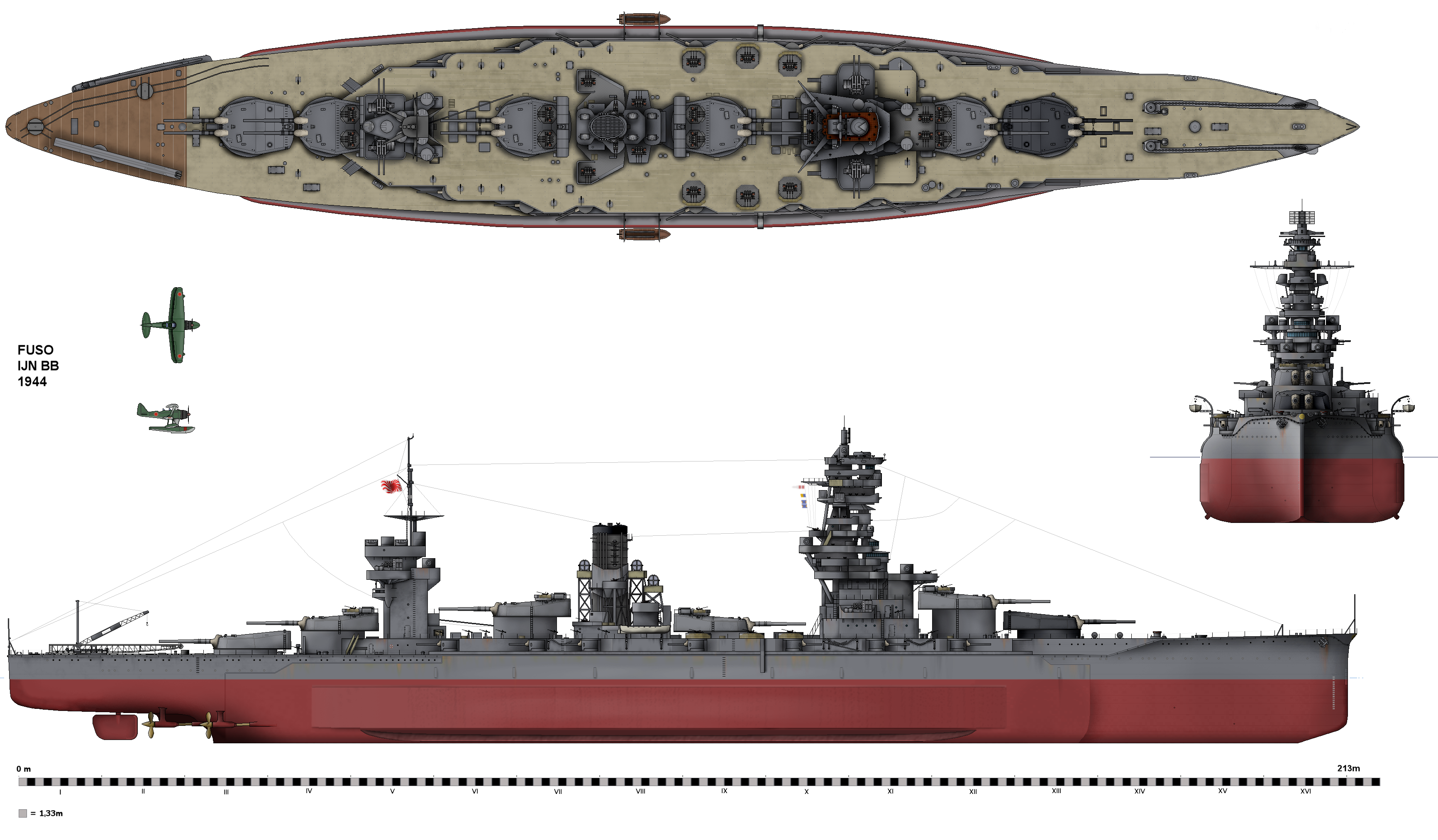
Le Fusō en 1944

Sa construction commença avec sa quille posée le 11 mars 1912 à l’arsenal de Yokosuka, puis son lancement eut lieu le 28 mars 1914. Il fut achevé le 18 novembre 1915.
Le Fusō fut modernisé en 1930–35 puis une nouvelle fois en 1937–41, avec des améliorations au niveau de sa protection et de ses machines et une reconstruction de ses superstructures du type pagode.
Ses 6 tourelles — équipée chacune de deux canons de 356 mm — étaient placées de façon peu orthodoxe en 2-1-1-2 avec une cheminée séparant les deux tourelles du milieu (cf. dessin ci-dessous). Cette disposition n'était pas sans inconvénients obligeant à poser un blindage plus long (donc plus lourd) et gênant le pointage des canons centraux. Cependant, le Fusō avait une coque relativement fine qui lui permettait d’atteindre une vitesse de 23 nœuds (43 km/h) à la construction.

À la suite de sa refonte de 1930, une différence existe entre les deux navires de cette classe au niveau de la troisième tourelle de 356 mm, qui n'est pas positionnée au repos de la même manière sur les deux navires. Si le Yamashiro garde la disposition existante à la construction, le Fuso voit sa tourelle no 3 positionné en inverse, les canons tournés dorénavant vers l'avant du navire.
L'artillerie secondaire se composait de 16 affuts simples de 152 mm en casemate pour les tirs anti-torpilleurs, 8 sur chaque bord.

## Histoire

### Bataille du golfe de Leyte
Il fut coulé le 24 octobre 1944 avec son sister-ship le Yamashiro dans le détroit de Surigao.
A 3h00, l'attaque des destroyers américains parvient à placer 6 torpilles, sur 47 lancées, sur le Fusō et les destroyers japonais Asagumo, Yamagumo et Mishishio. Les destroyers sont coulés. Touché en son centre, le Fusō ne coule pas, mais à la suite d'une explosion, est coupé en deux.
L'avant du Fusō sera fini par le croiseur Louisville et l'arrière coulera du côté de l’île Kanihaan.

## Épave
En 2017, le navire océanographique de Paul Allen RV Petrel a examiné les épaves des cuirassés japonais Fusō et Yamashiro dans le détroit de Surigao.

## Galerie

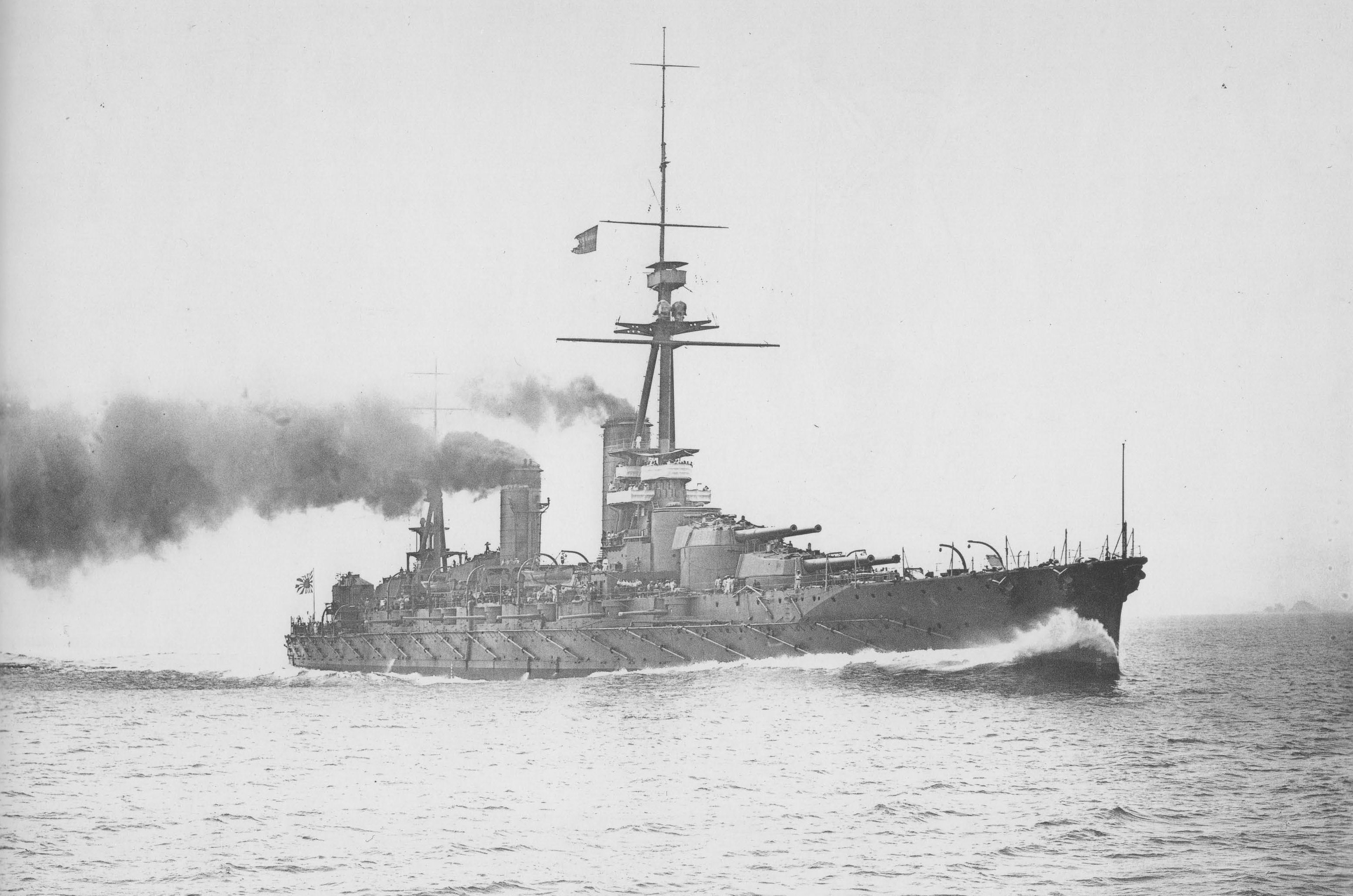
Le Fusō pendant ses essais en août 1915
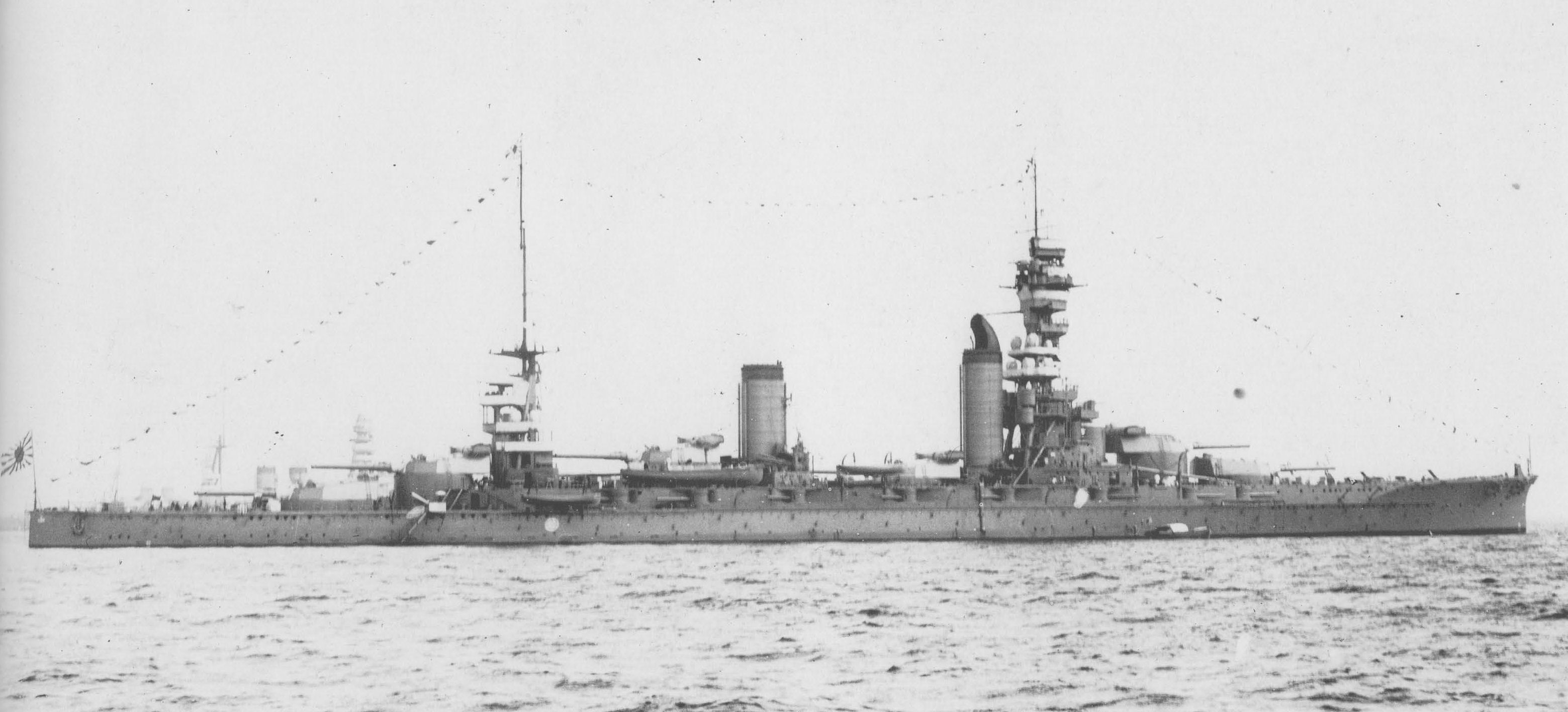
Le Fusō en 1928 avant sa grande refonte
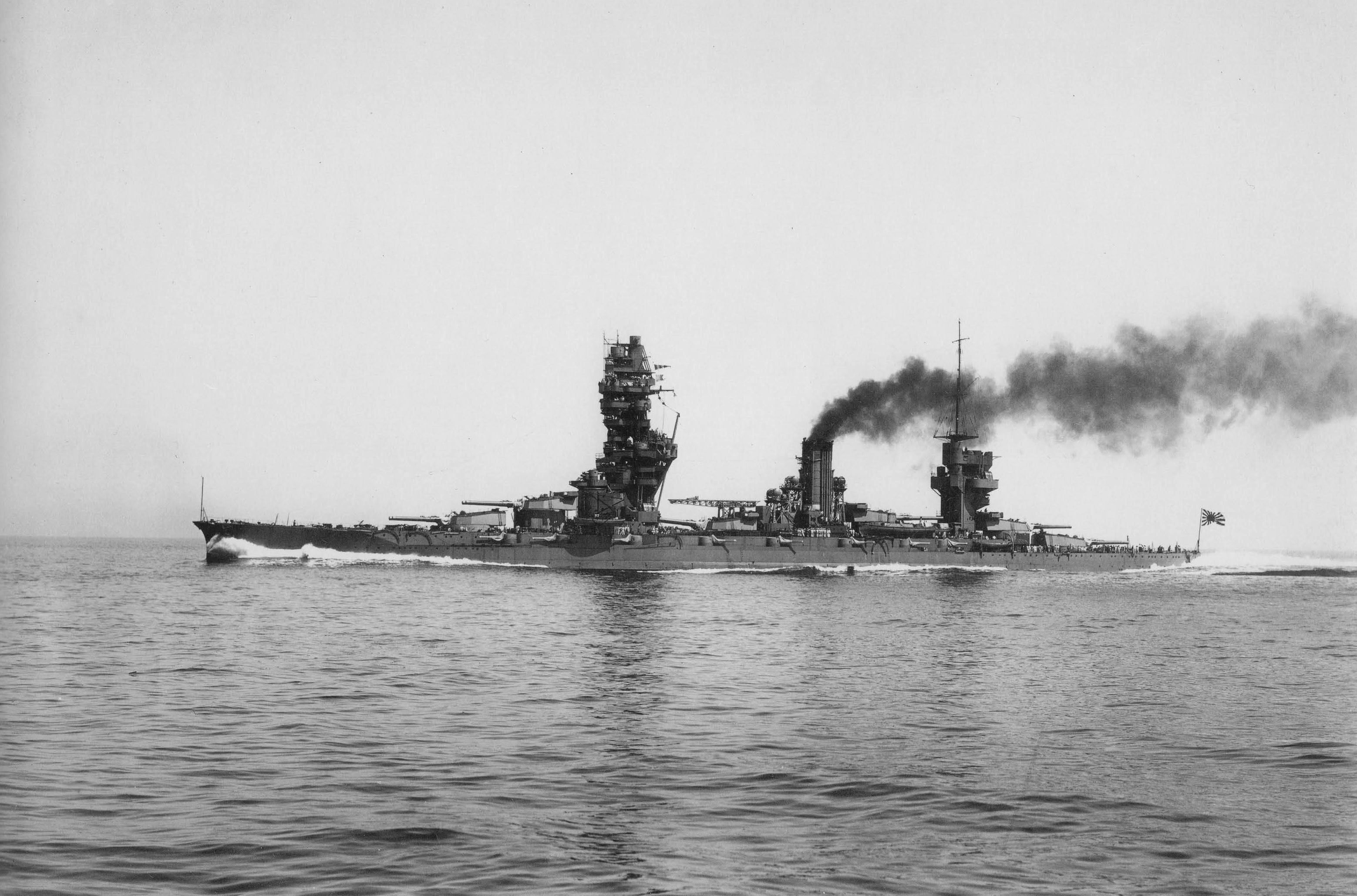
Le Fusō aux essais le 10 mai 1933 après sa refonte

## Source
- (en) Cet article est partiellement ou en totalité issu de l’article de Wikipédia en anglais intitulé « Japanese battleship Fusō » (voir la liste des auteurs).